# Faiska
Faíska, nome artístico de José Eduardo Fernandes Borges (São Paulo, 13 de outubro de 1955), é um músico brasileiro, um dos guitarristas mais conceituados e conhecidos do país.

## Biografia
Faíska começou a carreira profissional no início da década de 1970, acompanhando o cantor Eduardo Araújo. Logo após, tocou na banda "Zhappa", até 1979. Saiu da "Zhappa" e entrou na banda Joelho de Porco, precursora do punk e do 'rock humor" no País. Tico Terpins, o baixista do Joelho de Porco, era proprietário do estúdio Áudio Patrulha que seria conhecido mais tarde como o estúdio "A Voz do Brasil". Foi neste estúdio que Faiska conheceu Zé Rodrix, que passou a escalá-lo para participar de gravações de trilhas e jingles para rádio e TV trazendo-lhe uma vasta experiência no ramo. Foi nesse estúdio em que gravou também o primeiro disco do grupo Tóquio, antiga banda do Supla; gravou a música "Voltei pra Você", trilha de uma novela da rede Globo.
Como sideman, acompanhou também diversos artistas brasileiros, como Fagner, Ney Matogrosso, Ná Ozzetti, Rita Lee, Wanessa Camargo,  Fabio Jr., Leandro & Leonardo e Chitãozinho & Xororó entre outros. Gravou muitos ‘jingles’ para marcas famosas como Coca-Cola, Skol e Duracell.
No início dos anos 1980, Faíska integrou a banda "Zona Sul", que tocava grandes clássicos populares dos Beatles, Spiro Gira, Joe Cocker com arranjos funkeados e um toque muito pessoal. O ápice da banda foi a participação e o título de Melhor Interpretação da música "Verdejar" de autoria de Rubinho Ribeiro no Festival Globo Shell de 1985. Seu estilo está presente em um dos seus solos de guitarras mais conhecidos, o da música "Evidências", da dupla sertaneja Chitãozinho & Xororó.
Como artista solo, abriu o show do Deep Purple em São Paulo em 2008 acompanhado pelo baixista Ximba Uchyama, o tecladista Mario Testoni Jr. e o baterista Mário Fabre. É destacado como um dos pioneiros em  video-aulas no Brasil lançando influentes trabalhos nesse segmento, destacando-se entre eles os antológicos Hot Lines 1 e 2, além de escrever colunas para revistas especializadas como Cover Guitarra e Guitarplayer.  Como artista solo se apresentou em diversos locais como Sesc e programas de TV como Instrumental SESC Brasil e Programa do Jô.
Atualmente, é professor da mais conceituada escola de guitarra do país, o Instituto de Guitarra e Tecnologia (IG&T), além de trabalhar com o Faiska Trio, acompanhado por Ximba Uchyama no baixo e Mario Fabre na batera. Também é guitarrista da formação atual dos Os Incríveis e eventualmente, continua acompanhando e gravando com outros artistas.

## Prêmios e honrarias
- Foi eleito pelas revistas Bizz e Guitar Player como um dos dez melhores guitarristas do País.[4][5]
- Em 2012, foi incluído na lista 30 maiores ícones brasileiros da guitarra e do violão (Categoria: Heróis Virtuosos) da revista Rolling Stone Brasil.[6]

## Discografia

### Carreira Solo
| Ano  | Título      | Formato                                                         |
| ---- | ----------- | --------------------------------------------------------------- |
| 1990 | Nevoeiro    | LP (Disco de Vinil) --> Remasterizado e relançado em 2006 em CD |
| 1994 | Stratosfera | CD                                                              |
| 2003 | Bend        | CD                                                              |
| 2012 | No Smoking  | CD                                                              |

### Participações em Álbuns de outros Artistas
| Artista/Banda                 | Ano  | Trabalho                                     |
| ----------------------------- | ---- | -------------------------------------------- |
| Cida Moreira                  | 1981 | Serpente Rara                                |
| Eduardo Araujo                | 1982 | Rock da Lambreta (faixa)                     |
| Tokyo                         | 1985 | Humanos                                      |
| Celso Pixinga, 440 e Zona Sul | 1985 | CONCENTRAÇÃO (disco) Sem compromisso (Faixa) |
| Chitãozinho & Xororó          | 1990 | Cowboy do Asfalto                            |
| Celso Pixinga e Pavio Curto   | 1992 | A Light At The End Of The Tunnel             |
| T.N.T. (Todas Na Trave)       | 1992 | T.N.T. (Todas Na Trave)                      |
| Rita Lee                      | 1993 | Rita Lee                                     |
| Ná Ozzeti                     | 1996 | Ná Ozzetti                                   |
| Casa das Máquinas             | 2007 | Ensaio                                       |